# Castle Lodge
Castle Lodge je dům z období přechodu mezi středověkou tudorovskou a alžbětinskou architekturou v městě Ludlow v hrabství Shropshire, nacházející se nedaleko hradu Ludlow. Některé scény z filmové verze Moll Flandersové z roku 1965 byly natáčeny právě zde. Castle Lodge má jednu z největších sbírek dubových obkladů v Anglii a pochází z počátku 13. století, přičemž byl přestavěn v roce 1580. V tudorovském období zde žil královnin úředník – Master of Requests – za vlády Alžběty I., a budova byla kdysi používána jako vězení.

## Domnělé královské spojení
Neexistuje žádný dokumentární důkaz pro často rozšířený názor, že Castle Lodge bylo rezidencí Kateřiny Aragonské během jejího manželství s princem Arturem nebo po jeho smrti. Budova nebyla postavena dříve než v 70. letech 16. století, tedy asi 60 let po jakékoliv možné přítomnosti Kateřiny v Ludlow. Nejvyšší patro bylo přidáno až počátkem 17. století. Manželé žili v apartmánech přiléhajících k Velké síni na hradě Ludlow. V roce 1509 se Kateřina provdala za Jindřicha VIII., mladšího bratra prince Artura, který zemřel v roce 1502 na potivou horečku. Mezi těmito událostmi Kateřina žila v Durham House v Londýně.

## Vlastnictví
Castle Lodge bylo po celou svou historii v soukromém vlastnictví a sloužilo jako hotel až do druhé světové války. V roce 1999 bylo znovu otevřeno veřejnosti, poté co jeho majitel Bill Pearson investoval více než 100 000 liber do jeho obnovy. Pearson se snažil najít veřejné nebo soukromé prostředky na údržbu budovy a plánoval přeměnit Castle Lodge opět na hotel. Tyto plány se však nikdy neuskutečnily, což Pearson přičítal nedostatku podpory místních podniků, když uvedl: „Kdyby to [Castle Lodge] bylo kdekoliv jinde než v Ludlow, dostávali bychom na to tisíc liber týdně.“ Pearson tvrdil, že pokud budou jeho plány na hotel odmítnuty, „Castle Lodge půjde ke dnu. Bude to jeho konec.“
V říjnu 2019 bylo oznámeno, že objekt má nové majitele, kteří zahájili proces získávání potřebných povolení s cílem přeměnit Castle Lodge na butikový hotel. K únoru 2020 byl Castle Lodge uzavřen pro veřejnost kvůli probíhající rekonstrukci a renovaci.

## Využití ve filmu
Některé scény z filmové adaptace Milostná dobrodružství Moll Flandersové (1965), kde hráli Kim Novak jako Moll Flandersová, Richard Johnson jako Jemmy, Angela Lansbury jako Lady Blystone, George Sanders jako bankéř a Lilli Palmer jako Dutchy, byly natáčeny v Castle Lodge.